# John Whittingdale
John Whittingdale (ur. 16 października 1959 w Sherborne) – brytyjski polityk, członek Partii Konserwatywnej. Od 1992 poseł do Izby Gmin, od maja 2015 do lipca 2016 minister kultury, mediów i sportu w drugim gabinecie Davida Camerona.

## Życiorys

### Młodość
Jest absolwentem ekonomii w University College London. Już na studiach był aktywnym działaczem młodzieżówki konserwatystów. W 1982 został etatowym pracownikiem partii, początkowo jako szef działu badań politycznych. W latach 1984–1987 pracował jako specjalny doradca trzech kolejnych ministrów handlu i przemysłu: Normana Tebbitta, Leona Brittana i Paula Channona. W 1989 został sekretarzem politycznym premier Margaret Thatcher. Był jej bliskim doradcą aż do 1992 roku, pozostając w jej osobistym zespole nawet po odejściu przez nią z funkcji szefa rządu. W 1990 w uznaniu swoich zasług z tego okresu otrzymał Order Imperium Brytyjskiego klasy Oficer (OBE).

### Kariera parlamentarna i rządowa
W 1992 uzyskał mandat do Izby Gmin z okręgu wyborczego South Colchester and Maldon. Podczas kolejnych korekt na mapie okręgów wyborczych nazwy obszaru reprezentowanego przez Whittingdale’a ulegały zmianom, ale zawsze okręg ten obejmował Maldon. W ciągu swoich 23 lat w Izbie Gmin, z których zdecydowaną większość spędził jako backbencher, dał się poznać jako przedstawiciel prawego skrzydła partii, czego wyrazem było m.in. głosowanie przeciwko własnemu rządowi w sprawie legalizacji małżeństw homoseksualnych, a także przeciwko projektowi ustawy idącej w kierunku zrównania płac kobiet i mężczyzn zajmujących równorzędne stanowiska.
Po wyborach w 2015 został powołany na urząd ministra kultury, mediów i sportu, który sprawował do 2016.